# Carl Nesjar

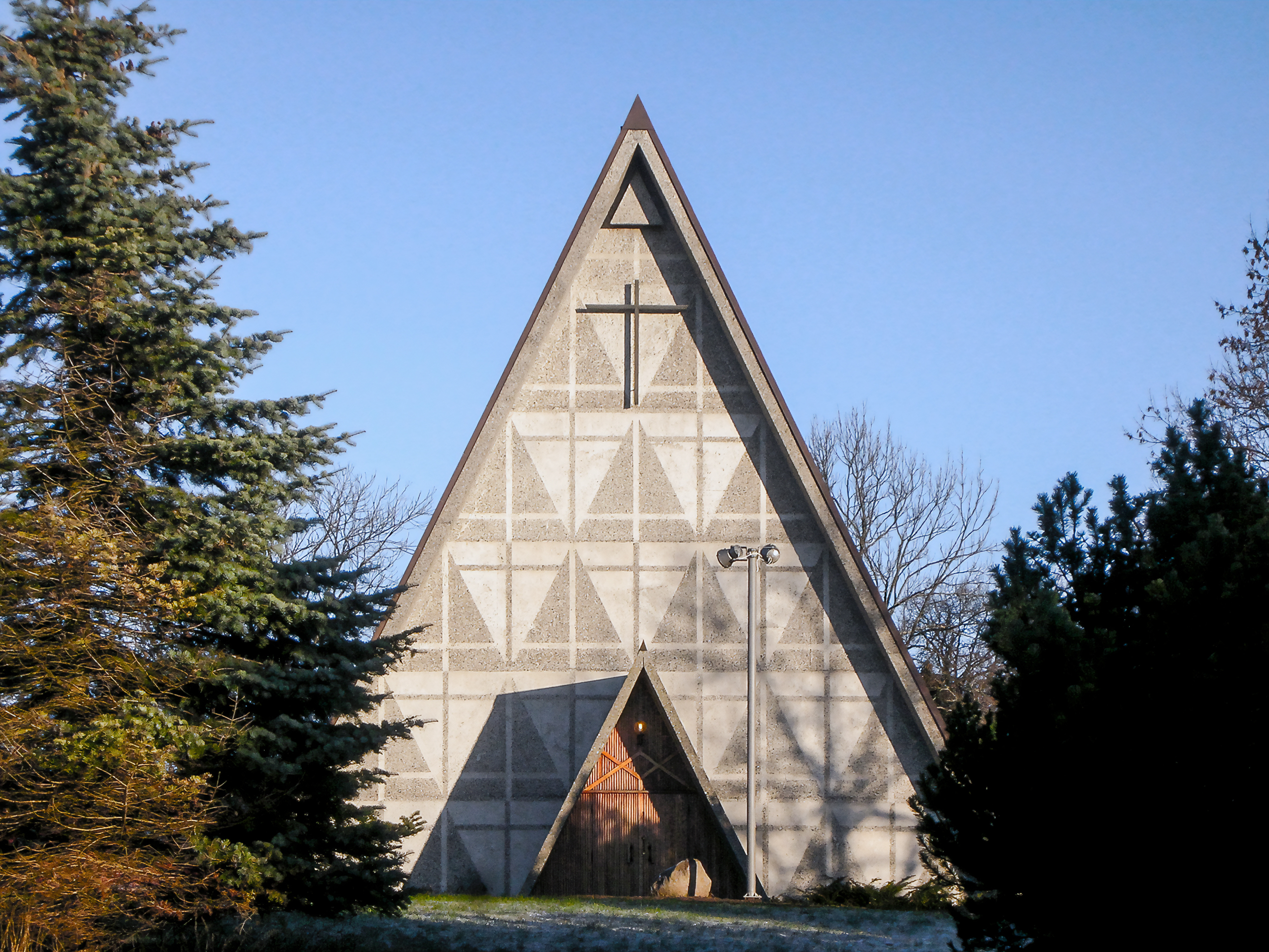
Bakkehaugens kyrka i Oslo.

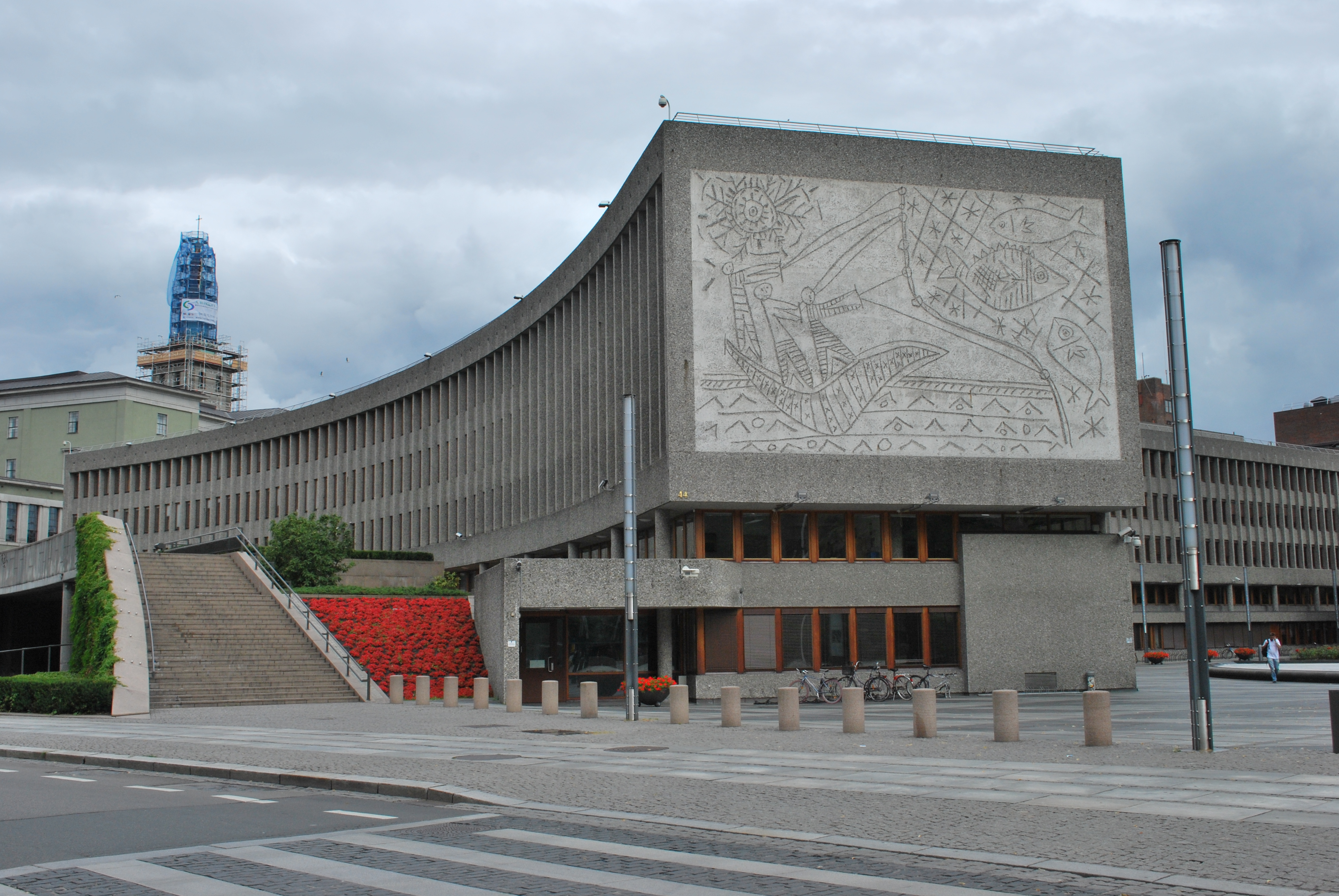
Den numera rivna Y-blokken ii regeringskvarteret i Oslo med betongrelief av Carl Nesjar efter teckning av Pablo Picasso.

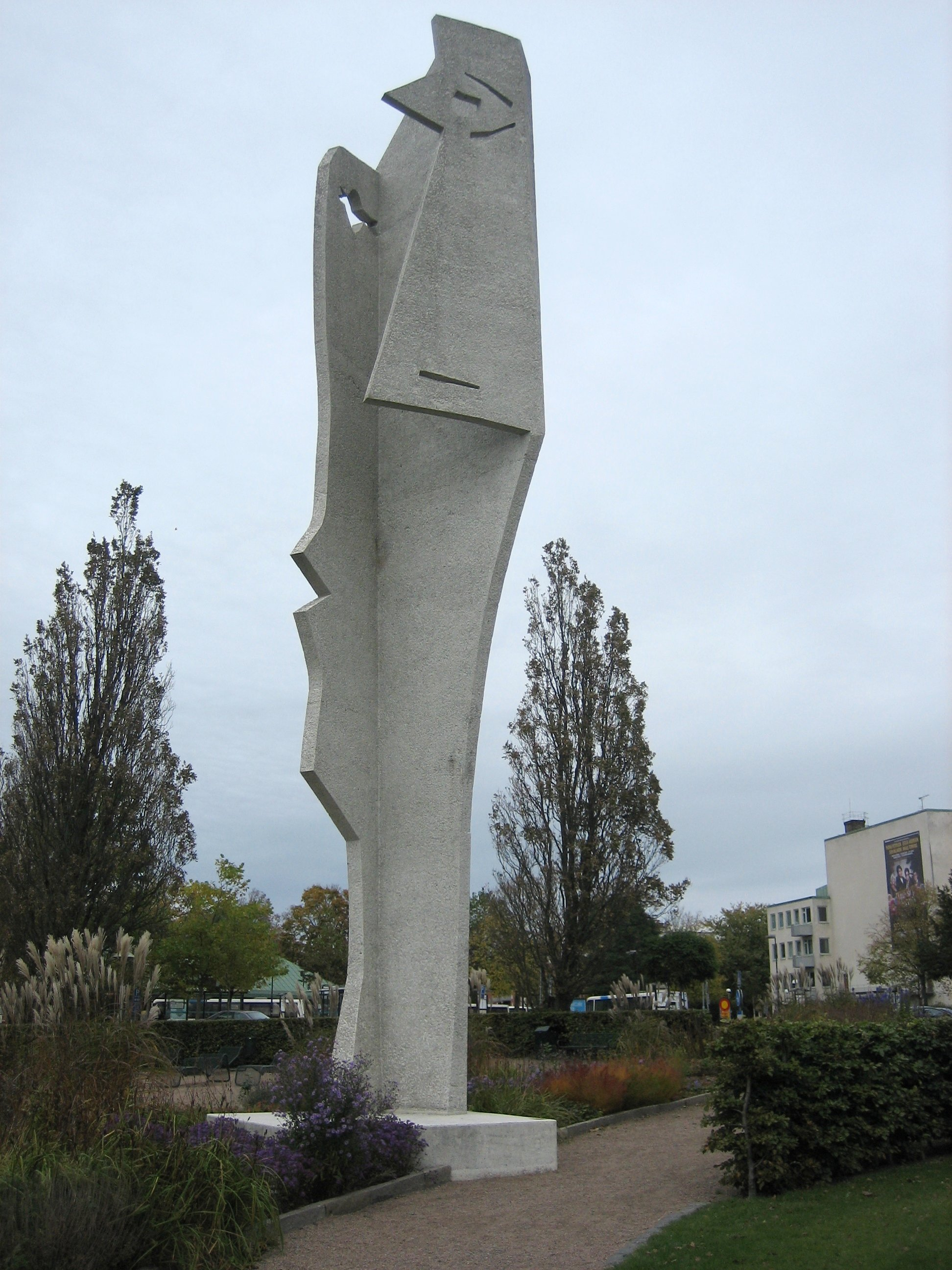
Kvinnohuvud i Halmstad.

Carl Nesjar, ursprungligen Carlsen, född 6 juli 1920 i Larvik i Vestfold, död 23 maj 2015, var en norsk målare, fotograf och skulptör.
Carl Nesjar studerade vid Pratt Institute i New York 1935-1938,  vid Statens Kunstakademi i Oslo 1940-1942,  vid Columbia University  och grafikverkstaden Atelier 17 i Paris. Med sina internationella influenser  har han bidragit till genombrottet för abstrakt konst i Norge. Nesjer arbetade mycket i  naturbetong, en blandning av cement och sten från flodbäddar som utvecklats i Norge, men är även känd för sitt måleri, för grafik och fotografier.
Carl Nesjer har utfört en rad offentliga utsmyckningar, mest kända är de i Bakkehaugens kyrka och regeringsbyggnaderna Høyblokka och Y-blokken i Oslo, i samarbete med byggnadernas arkitekt Erling Viksjø. Han har också gjort skulpturer och reliefer i Paris, Hamburg, Stockholm  och Lake Placid i USA. Verket Fiskarena på Pablo Picasso på Y-blokkens gavel och Måsen i entréhallen togs tillvara i samband med rivningen av huset 2020, för att senare sättas upp på annan plats i det nya regeringskvarteret. 
Carl Nesjar samarbetade från 1960-talet under många år med Pablo Picasso, vilket bland annat resulterade i blästrade betongreliefer i betograveteknik vid utsmyckningen av regeringsbyggnaderna i Oslo och i skulpturer i Stockholm, Helsingborg, Kristinehamn, Solna och  Halmstad. Samarbetet resulterade i 33 konstverk från 1957 till Pablo Picassos död 1973. Carl Nesjar hjälpte också Siri Derkert att utföra betogravearbetet för Ristningar i betong i Östermalmstorgs tunnelbanestation i Stockholm 1962-64.
År 2011 utnämndes Carl Nesjar till Kommandør av Den Kongelige Norske St. Olavs Orden för sitt "omfattende kunstneriske virke".
Han var under en period gift med skulptören Inger Sitter.

## Offentliga verk i urval
- Fyra konstverk, ristningar i betong efter tecknad förlaga av Pablo Picasso, 1958, väggar i trapphuset i Höyblokka i regeringskvarteret i Oslo
- Fasadutsmyckning på Bakkehaugens kyrka i Oslo, 1959
- Ristning i betong, 1961, på Collegi d'Arquitectes de Catalunya i Barcelona, ristning i betong efter tecknad förlaga av Pablo Picasso
- Jaqueline, betong, 1965, Kristinehamn, skulptur efter maquette av Pablo Picasso
- Frukost i det gröna, 1966, skulpturgrupp efter maquette av Pablo Picasso, vid Arkitektur- och designcentrum i Stockholm
- Kvinnohuvud, 1970, betong i Halmstad, skulptur efter maquette av Pablo Picasso
- Fiskarena (norska: Fiskerne), ristning i betong efter tecknad förlaga av Pablo Picasso, 18 x 8 meter, 1970, på gaveln till Y-blokken i regeringskvarteret i Oslo
- Måsen, ristning i betong efter tecknad förlaga av Pablo Picasso, 1970, foajén i Y-blokka i regeringskvarteret i Oslo
- Kvinnohuvud, betong, 1971, skulptur efter maquette av Pablo Picasso, Princeton University i New Jersey i USA
- Endring, stål, 1997, vid Rotvoll i Trondheim.
- Helårsfontän, 2006, Svinvallen i Kristinehamn
- Sylvette, betong, University Village Plaza, nära LaGuardia Place och Bleecker Streeti  New York, skulpturgrupp efter maquette av Pablo Picasso
- Fisken, betong,skulptur efter maquette av Pablo Picasso i Vondelpark i Amsterdam i Nederländerna
- B&W fontain, stål, i Anchorage i Alaska
- Sylvette, betong, skulptur efter maquette av Pablo Picasso vid Pauluskyrkan i Rotterdam
- Diving segull, betong, skulptur efter maquette av Pablo Picasso i Bergshamra i Solna

## Bildgalleri

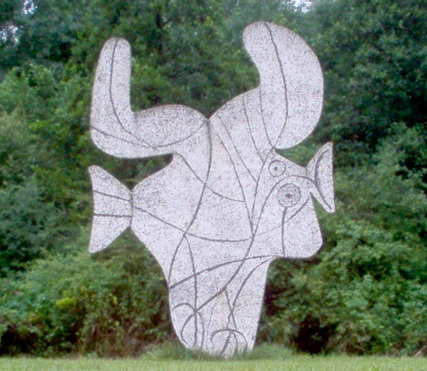
Fisken i Vondelpark i Amsterdam
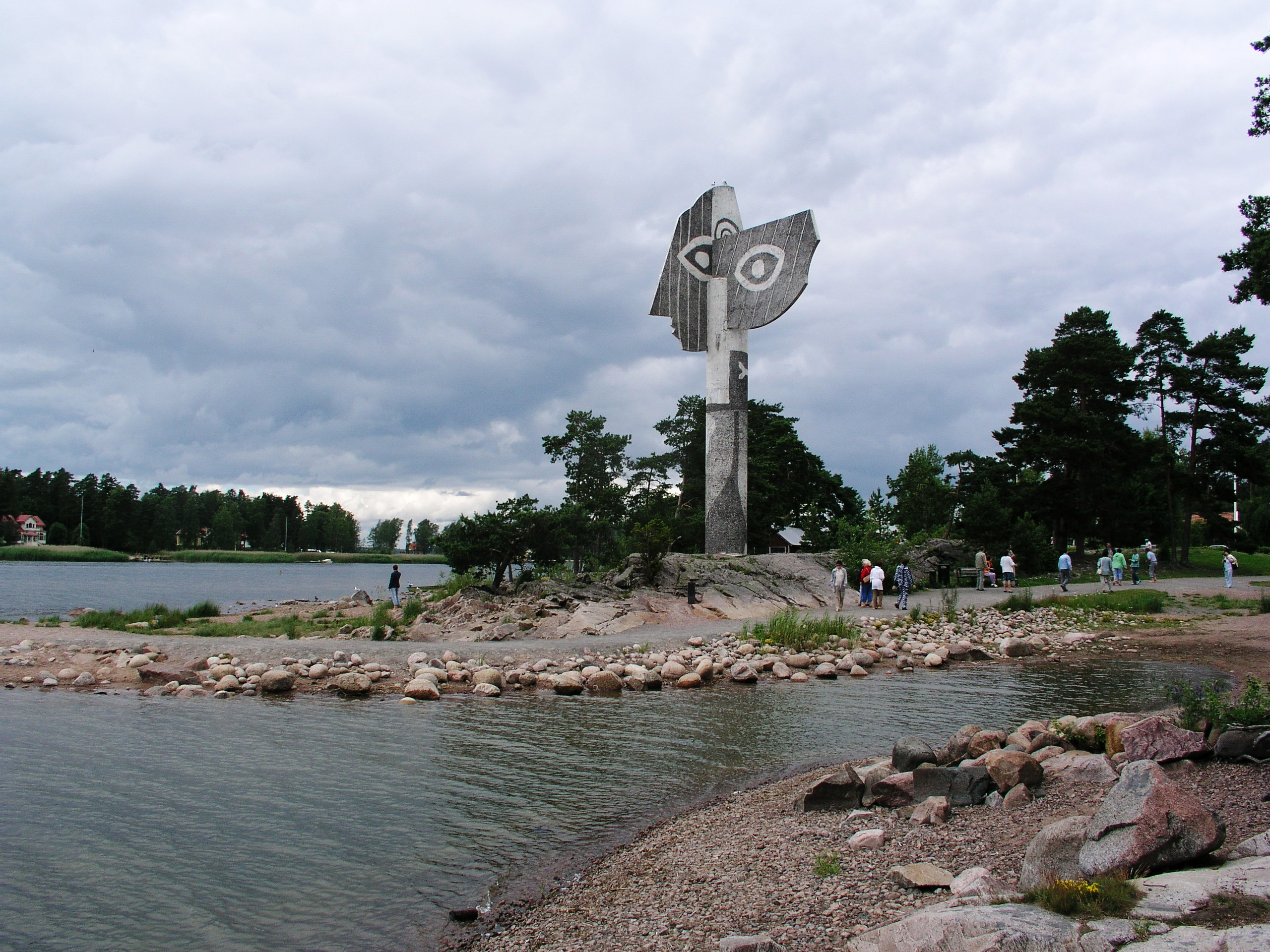
Jaqueline i Kristinehamn
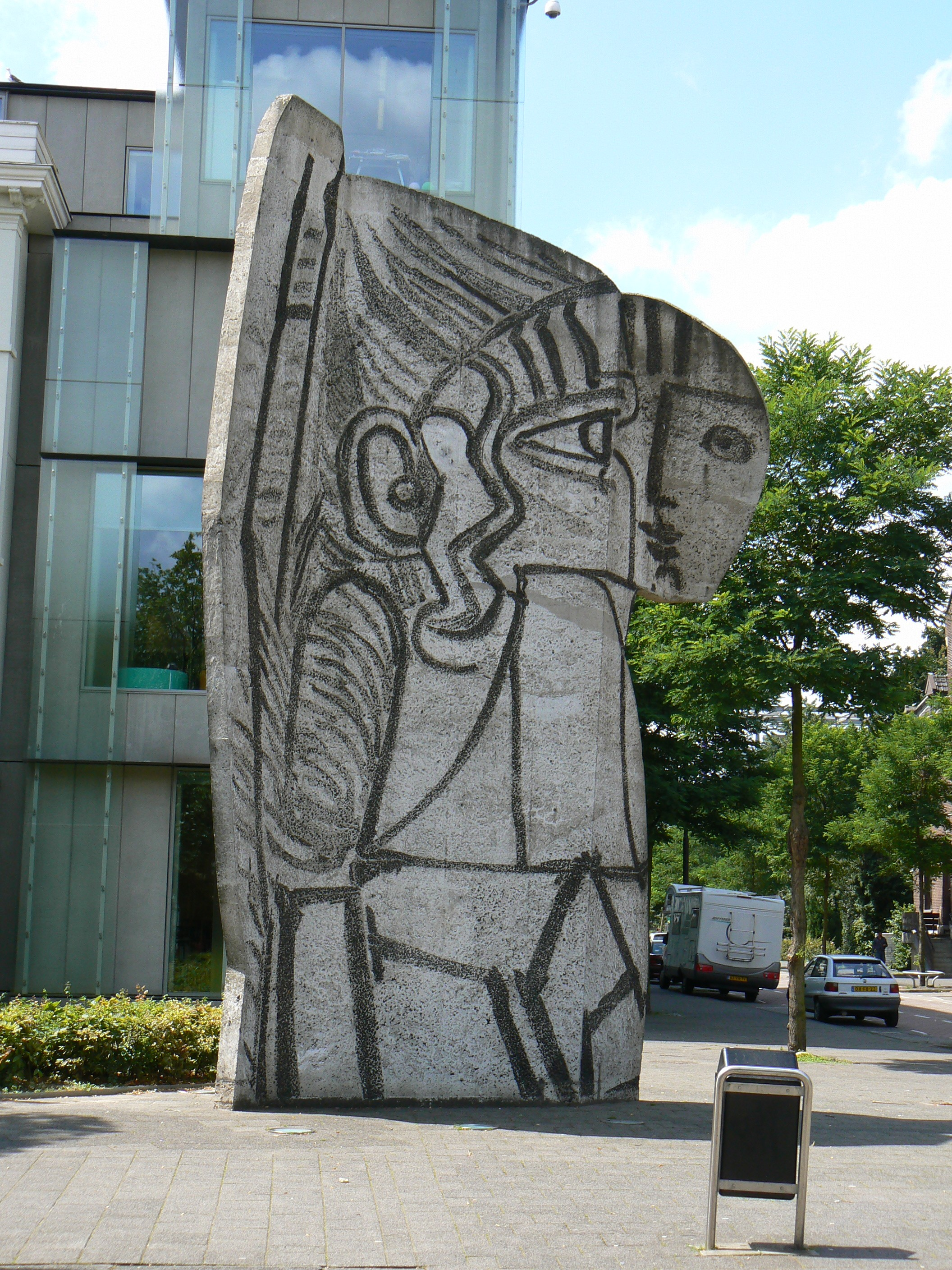
Sylvette vid Pauluskyrkan i Rotterdam
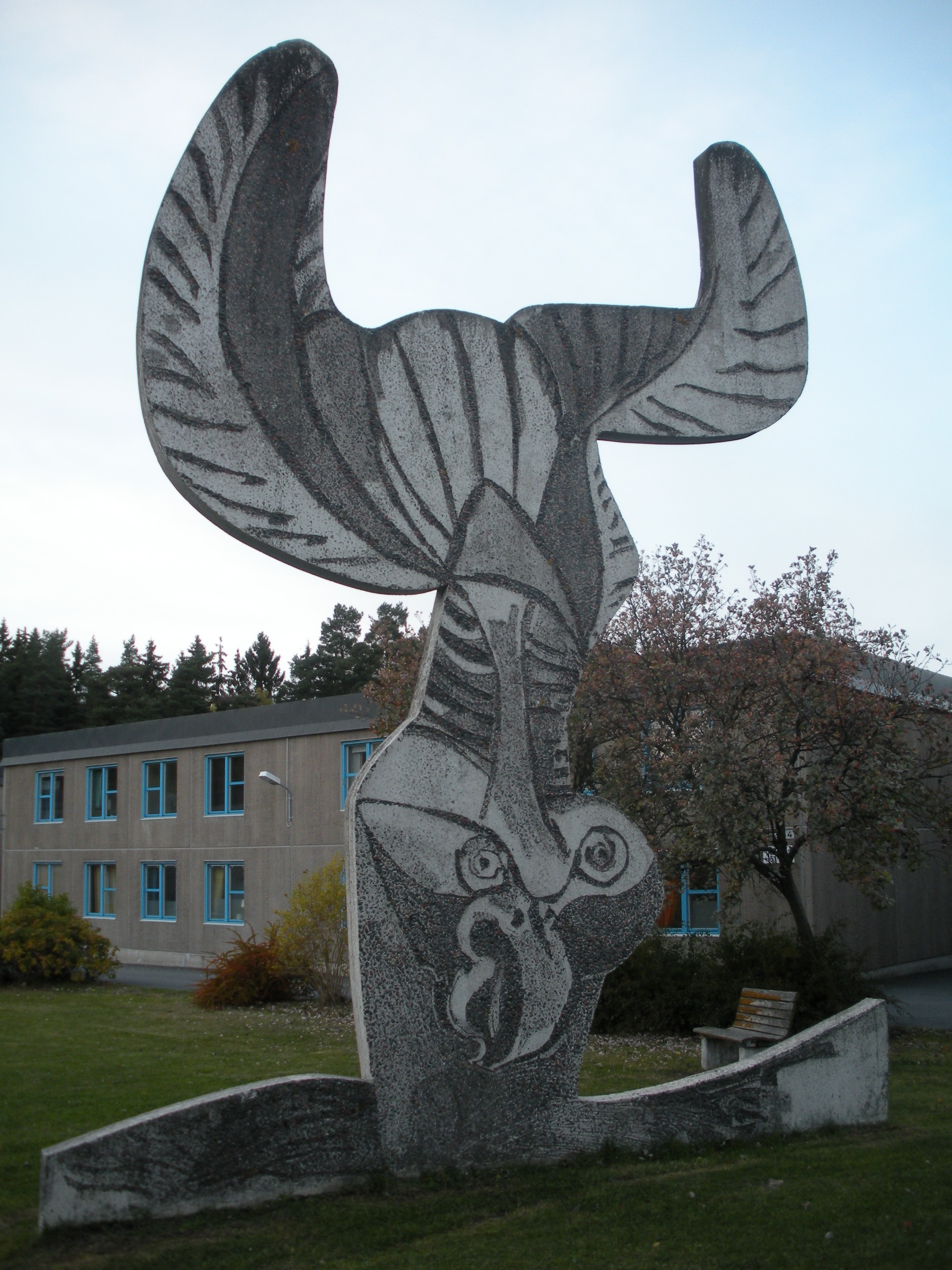
Diving seagull i Bergshamra i Solna
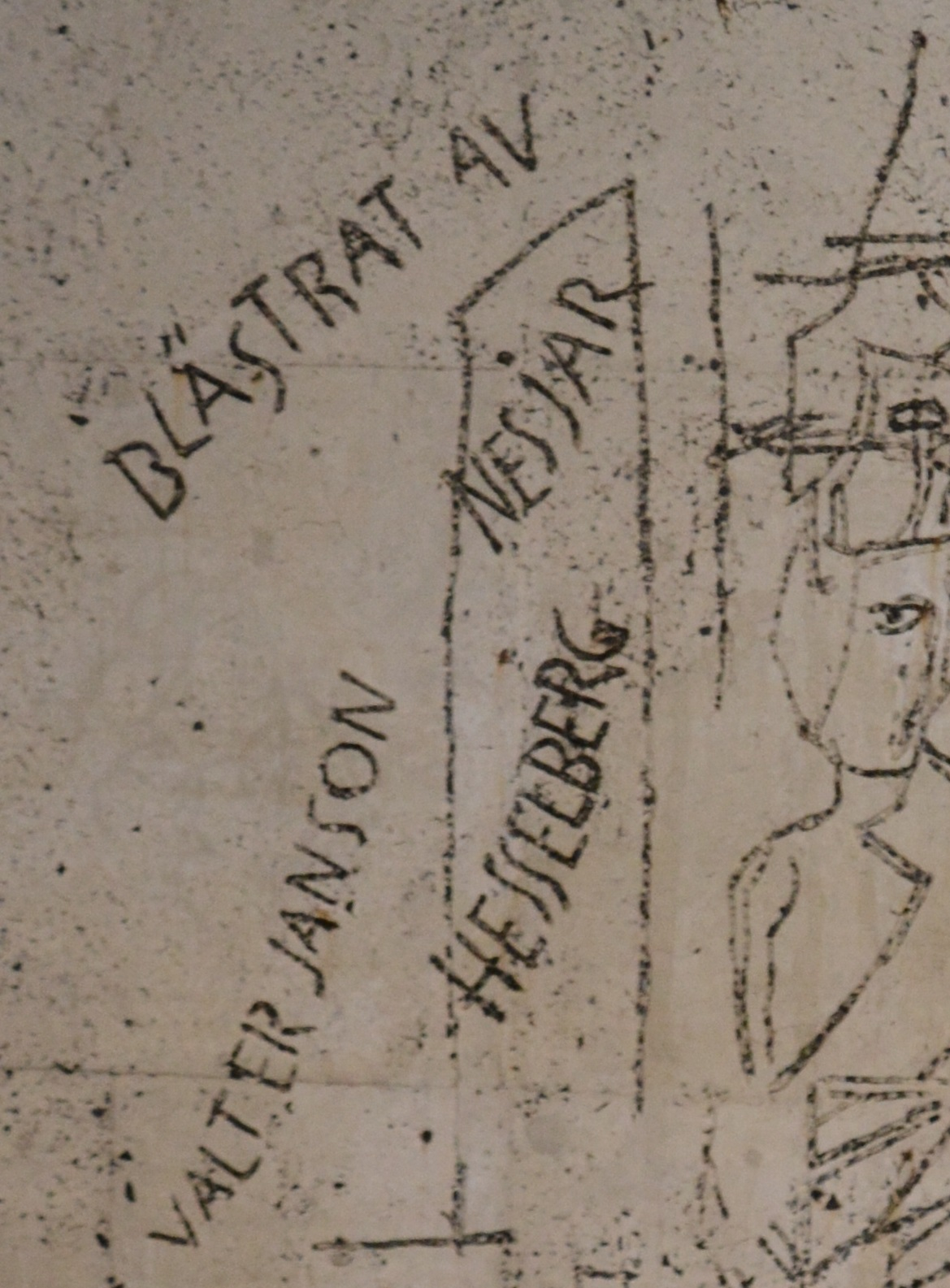
Ristningar i betong i Östermalmstorgs tunnelbanestation i Stockholm